# Kadde högar
Kadde högar, eller Kadehöga, är ett fornlämningsområde i Värö socken i Varbergs kommun i Halland. På krönet av en höjd, nordost om Väröbacka, ligger en grupp av sex rösen. I sluttningen längre österut finns några enstaka stensättningar och ett gravfält med 13 stensättningar och två resta stenar.
Det största röset är från bronsåldern och är 3 meter högt och 30 meter i diameter. De övriga fornlämningarna kan vara antingen från bronsåldern eller järnåldern och innehåller sannolikt gravar med brända ben.
Enligt sägen bodde "Kaddebonden" här med sin dotter.